# Фују
Фују (фр. Fouilloux) насеље је и општина у западној Француској у региону Поату-Шарант, у департману Приморски Шарант која припада префектури Жонзак.
По подацима из 2011. године у општини је живело 746 становника, а густина насељености је износила 25,25 становника/km². Општина се простире на површини од 29,55 km². Налази се на средњој надморској висини од 100 метара (максималној 126 m, а минималној 32 m).

## Демографија
| 1962. | 1968. | 1975. | 1982. | 1990. | 1999. | 2011. |
| ----- | ----- | ----- | ----- | ----- | ----- | ----- |
| 836   | 925   | 767   | 667   | 615   | 628   | 746   |

График промене броја становника у току последњих година